# Haapasaari (Helsinki)
Pour les articles homonymes, voir Haapasaari.
Haapasaari est une île du golfe de Finlande du quartier de Vuosaari à Helsinki en Finlande.

## Géographie
Haapasaari est une petite île privée au large de Kallahdenniemi à Vuosaari.
L'île couvre une superficie de 0,8 hectare, mesure 150 mètres de long et 80 mètres de large.
Les trois villas d'été de l'île datent des années 1920 et 1930.